# Ral·li de Polònia

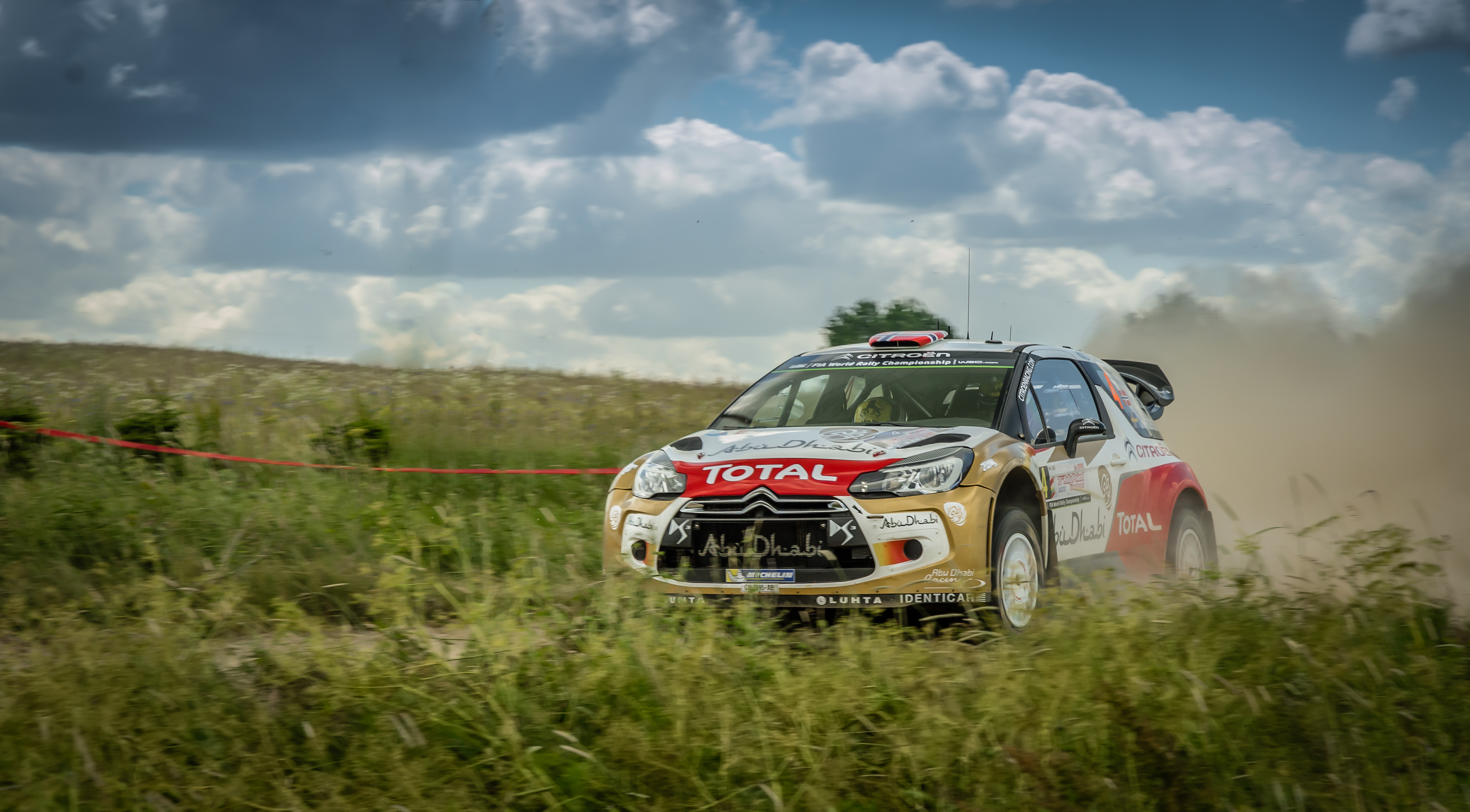
Mads Østberg amb el Citroën DS3 WRC a l'edició de 2014

El Ral·li de Polònia (en polonès, Rajd Polski) és el segon ral·li més antic del món, després de l'emblemàtic Ral·li de Monte-Carlo. Es disputa des del 1921. Des del 2005 es disputa a l'entorn de la ciutat de Mikołajki, a la regió del llac Masurian.
En la majoria de les seves edicions ha estat un ral·li puntuable pel Campionat d'Europa de Ral·lis. A més a més, els anys 1973 i 2009 i en el període 2014-2017 es va incloure dins del Campionat Mundial de Ral·lis, retornant al 2024.

## Guanyadors
A 22 de maig de 2023
| Any  | Pilot                  | Cotxe                    | Cotxe                    | Ref.   |
| ---- | ---------------------- | ------------------------ | ------------------------ | ------ |
| 1921 | Tadeusz Heyne          | Dodge                    | Dodge                    |        |
| 1922 | Hans Lorenz            | Steyr                    | Steyr                    |        |
| 1923 | Henryk Liefeld         | Austro-Daimler           | Austro-Daimler           |        |
| 1923 | Jan Siroucek           | Praga Grand              | Praga Grand              |        |
| 1924 | Henryk Liefeld         | Austro-Daimler           | Austro-Daimler           |        |
| 1925 | Charles Betague        | Austro-Daimler           | Austro-Daimler           |        |
| 1927 | Stanislaw Szwarcsztajn | Austro-Daimler           | Austro-Daimler           |        |
| 1928 | Cipriano Illiano       | Fiat 509                 | Fiat 509                 |        |
|      |                        |                          |                          |        |
| 1929 | Adam hr. Potocki       | Austro-Daimler           | g.D                      |        |
| 1929 | Josef Vermirovsky      | Tatra                    | g.F                      |        |
| 1929 | Teodor Kredl           | Praga Piccolo            | g.G                      |        |
| 1929 | Jan Ripper             | Tatra                    | g.E                      |        |
| 1929 | Jaroslav Heusler       | Praga Grand              | g.C                      |        |
| 1929 | Baró Aachim Haebler    | Maybach                  | g.B                      |        |
|      |                        |                          |                          |        |
| 1930 | Michal Bitny-Szlachta  | Ford                     | g.A                      |        |
| 1930 | Zygmunt Rahnenfeld     | Fiat 525                 | g.B                      |        |
| 1930 | Adam hr. Potocki       | Austro-Daimler           | g.C                      |        |
|      |                        |                          |                          |        |
| 1937 | Paul von Guillaeume    | Adler Trumpf             | g.II                     |        |
| 1937 | Aleksander Mazurek     | Chevrolet Master Sedan   | g.V                      |        |
| 1937 | Wojciech Kolaczkowski  | DKW Meisterklasse        | g.I                      |        |
|      |                        |                          |                          |        |
| 1938 | Jan Ripper             | Fiat 1100                | g.I                      |        |
| 1938 | Stanislaw Szwarcsztajn | Lancia Aprilia           | g.II                     |        |
| 1938 | Hans Rauch             | Mercedes-Benz 230        | g.IV                     |        |
| 1938 | Witold Rychter         | Chevrolet Master Sedan   | g.V                      |        |
| 1938 | Jerzy Strenger         | Citroën Légère           | g.III                    |        |
|      |                        |                          |                          |        |
| 1939 | Tadeusz Marek          | Chevrolet Master Sedan   | g.IV                     |        |
| 1939 | Stefan Grossman        | Citroën                  | g.II                     |        |
| 1939 | Stefan Pronaszko       | Renault Primaquatre      | g.III                    |        |
| 1939 | Renato Ghisalba        | Fiat 1100                | g.I                      |        |
|      |                        |                          |                          |        |
| 1947 | Marian Wierzba         | Lancia Super Sport       | g.III                    |        |
| 1947 | Witold Rychter         | Chevrolet Master Sedan   | g.V                      |        |
| 1947 | Zygmunt Andrzejewski   | Willys                   | g.IV                     |        |
| 1947 | Edward Loth            | KdF                      | g.II                     |        |
| 1947 | Alfred Pecko           | DKW                      | g.I                      |        |
|      |                        |                          |                          |        |
| 1948 | Ivan Hodac             | Aero-Minor               | g.I                      |        |
| 1948 | Vaclav Bobek           | Škoda 1101               | g.II                     |        |
| 1948 | Julian Laczynski       | Lancia                   | g.III                    |        |
| 1948 | A. Anton               | BMW                      | g.IV                     |        |
| 1948 | Jiri Pohl              | Jaguar                   | g.V                      |        |
| 1948 | Józef Sucharda         | Jaguar                   | g.VI                     |        |
|      |                        |                          |                          |        |
| 1954 | Alfons Zielkowski      | DKW                      | 750 T                    |        |
| 1954 | Zbigniew Witkowski     | Fiat 1100                | 1300 T                   |        |
| 1954 | Edward Niziolek        | Opel Olympia             | 1600 T                   |        |
| 1954 | Zygmunt Skoczkowski    | Tatraplan                | 2000 T                   |        |
| 1954 | Stanislaw Gustaw       | FSO Warszawa M-20        | 2600 T                   |        |
| 1954 | Boleslaw Majkowski     | 1946 Ford V8             | 2600+T                   |        |
| 1954 | Stanislaw Rusiniak     | BMW                      | 1600 S                   |        |
| 1954 | Franciszek Postawka    | BMW 328                  | 1600+                    |        |
|      |                        |                          |                          |        |
| 1955 | Edward Niziolek        | Opel Olympia             | g.VI                     |        |
| 1955 | Boleslaw Majkowski     | Ford de Luxe             | g.IX                     |        |
| 1955 | Marian Repeta          | FSO Warszawa M-20        | g.VIII                   |        |
| 1955 | Henryk Olszewski       | Škoda                    | g.IV-V                   |        |
| 1955 | Jerzy Zaczeniuk        | Citroën                  | g.VII                    |        |
| 1955 | Jacek Dzieciolowski    | DKW                      | g.III                    |        |
| 1955 | Grzegorz Timoszek      | BMW 328                  | g.Sport                  |        |
|      |                        |                          |                          |        |
| 1956 | Marian Repeta          | FSO Warszawa M-20        | g.VIII                   |        |
| 1956 | Jerzy Opiela           | DKW                      | g.III                    |        |
| 1956 | Edward Niziolek        | Citroën BL 11            | g.VII                    |        |
| 1956 | Janusz Solarski        | Škoda 1100               | g.IV-V                   |        |
| 1956 | Kazimierz Tarczynski   | BMW                      | g.VI-S                   |        |
| 1956 | Jan Jagielski          | Opel Olympia             | g.VI                     |        |
|      |                        |                          |                          |        |
| 1957 | Adam Wedrychowski      | Zwickau P-70             | g.III-T                  |        |
| 1957 | Mlado Vukovic          | DKW                      | g.IV-T                   |        |
| 1957 | S. Vidmar              | Porsche 356 1300 S       | g.V-S                    |        |
| 1957 | Walerian Waryszewski   | BMW 328                  | g.VII-S                  |        |
| 1957 | Mieczyslaw Sochacki    | FSO Warszawa M-20        | g.VIII-T                 |        |
| 1957 | Marek Varisella        | DKW F8                   | g.III-S                  |        |
| 1957 | Boleslaw Majkowski     | Simca 8                  | g.V-T                    |        |
| 1957 | Wladyslaw Paszkowski   | Opel Olympia             | g.VII-T                  |        |
|      |                        |                          |                          |        |
| 1959 | Kurt Rüdiger           | Wartburg                 | g.IV                     |        |
| 1959 | Krzysztof Komornicki   | Simca Aronde             | g.V                      |        |
| 1959 | Henryk Rucinski        | Ford Zephyr              | g.VIII                   |        |
| 1959 | Stanislaw Wierzba      | FSO Syrena               | g.III                    |        |
| 1959 | Andrzej Zymirski       | Opel Olympia             | g.VII                    |        |
|      |                        |                          |                          |        |
| 1960 | Walter Schock          | Mercedes-Benz 220SE      | Mercedes-Benz 220SE      |        |
| 1961 | Eugen Böhringer        | Mercedes-Benz 220SE      | Mercedes-Benz 220SE      |        |
| 1962 | Eugen Böhringer        | Mercedes-Benz 220SE      | Mercedes-Benz 220SE      |        |
| 1963 | Dieter Glemser         | Mercedes-Benz 220SE      | Mercedes-Benz 220SE      |        |
| 1964 | Sobieslaw Zasada       | Steyr-Puch 650TR         | Steyr-Puch 650TR         |        |
| 1965 | Rauno Aaltonen         | BMC Mini Cooper S        | BMC Mini Cooper S        |        |
| 1966 | Tony Fall              | BMC Mini Cooper          | BMC Mini Cooper          |        |
| 1967 | Sobieslaw Zasada       | Porsche 912              | Porsche 912              |        |
| 1968 | Krzysztof Komornicki   | Renault R8 Gordini       | Renault R8 Gordini       |        |
| 1969 | Sobieslaw Zasada       | Porsche 911S             | Porsche 911S             |        |
| 1970 | Jean-Claude Andruet    | Alpine-Renault A110 1600 | Alpine-Renault A110 1600 |        |
| 1971 | Sobieslaw Zasada       | BMW 2002 tii             | BMW 2002 tii             |        |
| 1972 | Raffaele Pinto         | Fiat 124 Spider Rally    | Fiat 124 Spider Rally    |        |
| 1973 | Achim Warmbold         | Fiat 124 Abarth Rally    | Fiat 124 Abarth Rally    |        |
| 1974 | Klaus Russling         | Porsche 911 Carrera RS   | Porsche 911 Carrera RS   |        |
| 1975 | Maurizio Verini        | Fiat 124 Abarth          | Fiat 124 Abarth          |        |
| 1976 | Andrzej Jaroszewicz    | Lancia Stratos HF        | Lancia Stratos HF        |        |
| 1977 | Bernard Darniche       | Lancia Stratos HF        | Lancia Stratos HF        |        |
| 1978 | Gilbert Staepelaere    | Ford Escort RS1800       | Ford Escort RS1800       |        |
| 1979 | Antoni Zanini          | Fiat 131 Abarth          | Fiat 131 Abarth          |        |
| 1980 | Antoni Zanini          | Porsche 911              | Porsche 911              |        |
| 1984 | Ingvar Carlsson        | Mazda RX-7               | Mazda RX-7               |        |
| 1985 | Branislav Kuzmic       | Renault 5T               | Renault 5T               |        |
| 1986 | Branislav Kuzmic       | Renault 5T               | Renault 5T               |        |
| 1987 | Attila Ferjancz        | Audi Coupé Quattro       | Audi Coupé Quattro       |        |
| 1988 | Marc Soulet            | Ford Sierra RS Cosworth  | Ford Sierra RS Cosworth  |        |
| 1989 | Robert Droogmans       | Ford Sierra RS Cosworth  | Ford Sierra RS Cosworth  |        |
| 1990 | Robert Droogmans       | Lancia Delta Integrale   | Lancia Delta Integrale   |        |
| 1991 | Piero Liatti           | Lancia Delta Integrale   | Lancia Delta Integrale   |        |
| 1992 | Erwin Weber            | Mitsubishi Galant VR-4   | Mitsubishi Galant VR-4   |        |
| 1993 | Robert Droogmans       | Ford Escort Cosworth     | Ford Escort Cosworth     |        |
| 1994 | Patrick Snijers        | Ford Escort Cosworth     | Ford Escort Cosworth     |        |
| 1995 | Enrico Bertone         | Toyota Celica T 4WD      | Toyota Celica T 4WD      |        |
| 1996 | Krzysztof Holowczyc    | Toyota Celica T 4WD      | Toyota Celica T 4WD      |        |
| 1997 | Patrick Snijers        | Ford Escort Cosworth WRC | Ford Escort Cosworth WRC |        |
| 1998 | Krzysztof Holowczyc    | Subaru Impreza WRC       | Subaru Impreza WRC       |        |
| 1999 | Robert Gryczynski      | Toyota Corolla WRC       | Toyota Corolla WRC       |        |
| 2000 | Henrik Lundgaard       | Toyota Corolla WRC       | Toyota Corolla WRC       |        |
| 2001 | Leszek Kuzaj           | Toyota Corolla WRC       | Toyota Corolla WRC       |        |
| 2002 | Janusz Kulig           | Ford Focus RS WRC        | Ford Focus RS WRC        |        |
| 2003 | Miguel Campos          | Peugeot 206 WRC          | Peugeot 206 WRC          |        |
| 2004 | Luca Pedersoli         | Peugeot 306 Maxi Kit Car | Peugeot 306 Maxi Kit Car |        |
| 2005 | Krzysztof Holowczyc    | Subaru Impreza N11       | Subaru Impreza N11       |        |
| 2006 | Leszek Kuzaj           | Subaru Impreza N12       | Subaru Impreza N12       |        |
| 2007 | Oscar Svedlund         | Subaru Impreza N12       | Subaru Impreza N12       |        |
| 2008 | Michal Bebenek         | Mitsubishi Lancer Evo IX | Mitsubishi Lancer Evo IX |        |
| 2009 | Mikko Hirvonen         | Ford Focus RS WRC 09     | Ford Focus RS WRC 09     |        |
| 2010 | Kajetan Kajetanowicz   | Subaru Impreza STR09     | Subaru Impreza STR09     |        |
| 2011 | Kajetan Kajetanowicz   | Subaru Impreza STR09     | Subaru Impreza STR09     |        |
| 2012 | Esapekka Lappi         | Škoda Fabia S2000        | Škoda Fabia S2000        |        |
| 2013 | Kajetan Kajetanowicz   | Ford Fiesta R5           | Ford Fiesta R5           |        |
| 2014 | Sebastien Ogier        | Volkswagen Polo R WRC    | Volkswagen Polo R WRC    | [ 1 ]  |
| 2015 | Sebastien Ogier        | Volkswagen Polo R WRC    | Volkswagen Polo R WRC    | [ 2 ]  |
| 2016 | Andreas Mikkelsen      | Volkswagen Polo R WRC    | Volkswagen Polo R WRC    | [ 3 ]  |
| 2017 | Thierry Neuville       | Hyundai i20 Coupe WRC    | Hyundai i20 Coupe WRC    | [ 4 ]  |
| 2018 | Nikolai Griazin        | Škoda Fabia R5           | Škoda Fabia R5           | [ 5 ]  |
| 2019 | Aleksei Lukianiuk      | Citroën C3 R5            | Citroën C3 R5            | [ 6 ]  |
| 2021 | Aleksei Lukianiuk      | Citroën C3 Rally2        | Citroën C3 Rally2        | [ 7 ]  |
| 2022 | Miko Marczyk           | Škoda Fabia Rally2 Evo   | Škoda Fabia Rally2 Evo   | [ 8 ]  |
| 2023 | Martins Sesks          | Škoda Fabia Rally2 Evo   | Škoda Fabia Rally2 Evo   | [ 9 ]  |
| 2024 | Kalle Rovanperä        | Toyota Yaris Rally1      | Toyota Yaris Rally1      | [ 10 ] |